# 백일 (King Gnu의 노래)
<백일>(일본어: 白日 하쿠지츠[*])은 일본의 믹스처 록 밴드 King Gnu의 2번째 스트리밍 한정 싱글로, Ariola Japan에서 2019년 2월 22일 디지털로 출시되었다.

## 개요
- 전작 <Flash! ! !> 의 발매로부터 약 7개월 만에 출시[注 1].
- 메이저 데뷔 후에 발매된 첫 싱글.
- 타이틀 곡 '백일'은 일본 TV계 토요드라마 《이노센스 원죄 변호사》의 주제가이다[2] .
- 본작의 뮤직비디오의 디렉터를 맡은 OSRIN은 나탈리 뮤직과의 인터뷰[3]에서 "지금까지 촬영한 뮤직비디오 중에서 가장 피사체에 의지한 촬영이었습니다. 심플하고 차분한 작품이 되었다고 생각합니다."라고 말했다.

## 차트 성적
Billboard JAPAN의 종합 음악 차트 Billboard Japan Hot 100에서 2019년 3월 4일 자 차트에 9위로 첫 등장. 그 후, 스트리밍 수가 크게 늘어나며 그 다음 주인 3월 11일에는 7위를 기록.

## 뮤직 비디오
<백일>의 뮤직 비디오는 2019년 2월 28일, YouTube에 공개되었다. 감독은 OSRIN.
촬영 감독 OSRIN이 인터뷰에서 "지금까지 촬영한 뮤직비디오 중에서 가장 피사체에 의지한 촬영이었다" 고 언급한 것처럼, 밴드 멤버 4명과 서포트 멤버의 연주 장면만으로 구성된 뮤직비디오로써, 지금까지의 King Gnu의 뮤직비디오 중에서 가장 심플한 작품이다. 첫 24초까지는 보컬과 키보드를 담당하는 이구치 사토루의 옆모습만을 촬영해, 이 노래의 고독함과 슬픔을 표현했다. "돌아갈 수 없어, 예전으로는"이라는 문구를 계기로 비트가 시작되며 다른 멤버들이 비치기 시작한다. 박자에 맞게 앵글이 바뀌며, 마지막에 표시되는 크레딧과  PERIMETRON의 로고를 제외하고는 전부 흑백으로 구성되어있다.
2019년 9월 18일, MTV의 뮤직 비디오 어워드 'MTV VMAJ 2019'에서 '최우수 비디오 상' 과 '최우수 신인 아티스트 비디오 상'을 수상했다.

## 수록곡
1. 백일 - [4:34]
작사 · 작곡 : 常田大希 편곡 : King Gnu
  - 일본 TV 계 토요드라마 《이노센스 원죄 변호사》의 주제가

## 커버
- Uru - 싱글 <소원> 에 수록 (2019년).

### 내용주
1. ↑  CD 싱글인 <Prayer X>의 발매로부터는 약 4개월 만에 발매

1. ↑  “King Gnu、ドラマ「イノセンス 冤罪弁護士」主題歌を配信リリース”. 音楽ナタリー. 2019년 2월 8일. 2019년 2월 15일에 확인함.
2. ↑  “King Gnuが初のドラマ主題歌、坂口健太郎主演「イノセンス 冤罪弁護士」に書き下ろし”. 音楽ナタリー. 2019년 1월 7일. 2019년 2월 15일에 확인함.
3. ↑  King Gnu、ドラマ「イノセンス 冤罪弁護士」主題歌MV公開
4. ↑  “【ビルボード】213,649枚を売り上げたNMB48「床の間正座娘」総合首位獲得　back number「HAPPY BIRTHDAY」総合2位に初登場”. Billboard Japan. 2019년 2월 27일. 2019년 3월 16일에 확인함.
5. ↑  “【ビルボード】745,566枚を売り上げた欅坂46「黒い羊」3冠で総合首位獲得　UVERworld「Touch off」総合4位に初登場”. Billboard Japan. 2019년 3월 6일. 2019년 3월 16일에 확인함.
6. ↑  “King Gnu、坂口健太郎主演ドラマ主題歌「白日」MV公開”. オリコン. 2019년 2월 28일. 2019년 3월 16일에 확인함.
7. ↑  “King Gnuの美しき名曲“白日”のMVはなぜモノクロであるべきなのか”. ロッキング・オン. 2019년 3월 12일. 2019년 3월 16일에 확인함.
8. ↑  “King Gnuが2冠の偉業達成！GLAY、日向坂46らがライブで観客魅了した「MTV VMAJ」”. 音楽ナタリー. 2019년 9월 19일. 2019년 9월 19일에 확인함.